# Józef Patkowski (fizyk)

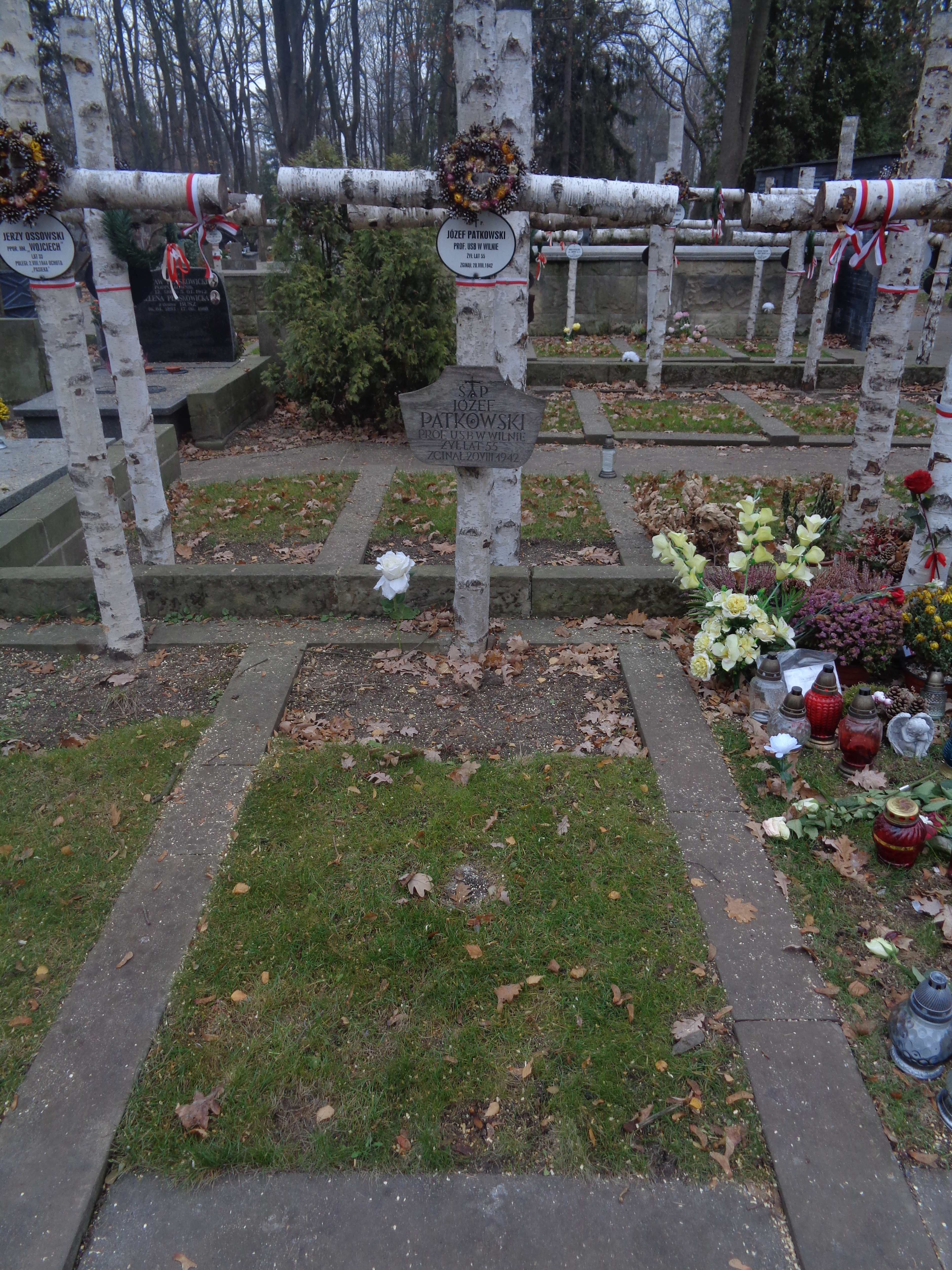
Grób Józefa Patkowskiego na Cmentarzu Wojskowym na Powązkach

Józef Stanisław Patkowski (ur. 1 sierpnia 1887 w Hrubieszowie, zm. 21 sierpnia 1942 w Warszawie) – polski fizyk.

## Życiorys
Syn Jana i Natalii z Borowskich. Wydalony z gimnazjum rosyjskiego w 1905 za strajk szkolny, ukończył szkołę handlową w Warszawie. Maturę zdał w 1907 w Gimnazjum św. Jacka w Krakowie. Studiował na Uniwersytecie Jagiellońskim w Krakowie i Monachium. Pracował w Instytucie Radowym w Wiedniu. W latach 1914–1916 służył w Legionach Polskich, w 1920 wstąpił ochotniczo do Wojska Polskiego. W 1917 uzyskał tytuł doktora filozofii. W II Rzeczypospolitej był naukowcem Uniwersytetu Stefana Batorego w Wilnie. Tematem jego badań była promieniotwórczość i spektroskopia optyczna. W 1934 uzyskał nominację na profesora zwyczajnego.
11 listopada 1937 został odznaczony Krzyżem Komandorskim Orderu Odrodzenia Polski.
Po wybuchu II wojny światowej trafił do Warszawy, gdzie mieszkał z żoną i pięciorgiem dzieci, w tym Józefem. Był wykładowcą na tajnym Uniwersytecie Warszawskim. Zginął w nocy 20/21 sierpnia 1942 podczas bombardowania Żoliborza w trakcie sowieckich nalotów na Warszawę.
Został pochowany na Cmentarzu Wojskowym na Powązkach w Warszawie (kwatera A 20-6-26).
Od 2 sierpnia 1917 był mężem Marii Mejro (1891–1986).